# Saint-Simon, Cantal

Saint-Simon este o comună în departamentul Cantal, Franța. În 1 ianuarie 2022 avea o populație de 1.142 de locuitori.

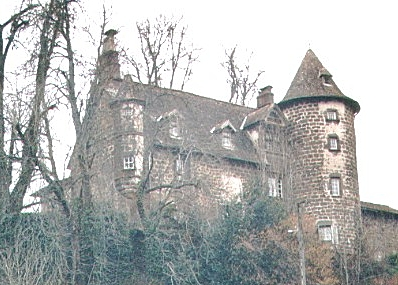

Cetatea medievală Belliac, aflată în apropiere de actualul Saint-Simon, a fost locul de naștere (în 946) a prolificului savant Gerbert d'Aurillac, care a devenit Papa Silvestru al II-lea, primul papă francez.